# باتي (مغنية)
باتي (باليابانية: パティ؛ بالكانا: パティ・フィンク) هي مغنية يابانية، ولدت في 5 نوفمبر 1960 في إروما في اليابان.

## وصلات خارجية
- باتي على موقع ميوزك برينز (الإنجليزية)